# Platytomus pachypus
Platytomus pachypus är en skalbaggsart som beskrevs av Lea 1923. Platytomus pachypus ingår i släktet Platytomus och familjen Aphodiidae. Inga underarter finns listade i Catalogue of Life.